# آکمی نودا
آکمی نودا (ژاپنی: 野田 朱美؛ زادهٔ ۱۳ اکتبر ۱۹۶۹) بازیکن فوتبال اهل ژاپن و عضو تیم ملی فوتبال زنان ژاپن است که در تاریخ ۱۷ اکتبر ۱۹۸۴ میلادی اولین بازی ملی‌اش را انجام داد. او در ۷۶ بازی ملی حضور داشت و آخرین بازی ملی خود را در تاریخ ۲۵ ژوئیه ۱۹۹۶ میلادی انجام داد. آکمی نودا در بازی‌های ملی‌اش
۲۴ گل به ثمر رساند.